# Вибір мети
«Вибір цілі» (рос. «Выбор цели») — радянський двосерійний художній фільм 1974 року режисера  Ігоря Таланкіна.

## Сюжет
Події картини починаються в 1945 році під час зустрічі на Ельбі американських і радянських військ. Після відбувається Потсдамська конференція, в ході якої Гаррі Трумен дає зрозуміти радянській стороні, що не дасть ніякого послаблення в післявоєнному розділі Європи, так як США має в своєму розпорядженні нову зброю масового ураження. Потім сюжет повертається до деяких ключових подій 1940-х, які стосувалися розробки атомного проекту в різних країнах. Союзники допитують групу німецьких вчених захоплених в ході операції «Епсилон» і намагаються зрозуміти наскільки близькі були нацисти до розробки атомної зброї. Отто Ган важко переживає звістку про бомбардування Хіросіми і Нагасакі, вважаючи себе особисто відповідальним за те, що трапилося. На початку 1940-х Рузвельт приймає складне рішення про початок Мангеттенського проекту на підставі листа Ейнштейна. У свою чергу Гітлер, недооцінивши значення атомної зброї, зупиняє всі розробки в цьому напрямку, вважаючи, що йому необхідні негайні результати.
Восени 1942 року Сталін на дачі в Кунцево збирає Вернадського, Йоффе та Зубавіна. Сталін отримав лист від молодшого лейтенанта Флерова, який висловлює припущення про те, що союзники за океаном почали роботи по ядерній зброї. Приймається рішення про старт радянського атомного проекту і Йоффе рекомендує в якості керівника Курчатова. Відкликаний з флоту Курчатов, енергійно починає роботи в умовах війни і розрухи. В СРСР виникає ціла нова галузь промисловості. Тим часом за океаном в рамках Мангеттенського проекту американські вчені далеко просунулися в управлінні ланцюговою реакцією і проводять свої перші випробування. Оппенгеймер важко переживає те, що йому доводиться брати участь в розробці зброї. Американські військові готують цілі для майбутньої атомної бомбардування і вибирають Хіросіму і Нагасакі. Радянські вчені після серії експериментів і практичного втілення питань отримання компонентів ядерної зброї, нарешті, дійшли до випробування першої радянської атомної бомби на Семипалатинському полігоні. Випробування проходить успішно. У кінцівці Курчатов з трибуни партійного з'їзду говорить про мирні ініціативи та про майбутнє яке пов'язане з керованим термоядерним синтезом.

## У ролях
- Сергій Бондарчук —   Ігор Васильович Курчатов
- Георгій Жженов —  Віталій Петрович Зубавін
- Микола Волков-ст. —   Абрам Федорович Іоффе
- Ірина Скобцева —  Марина Дмитрівна Курчатова
- Микола Бурляєв —  Федько
- Алла Покровська —  Таня
- Сергій Десницький —  Ізотов
- Володимир Корецький —  Гуляєв
- Іван Соловйов —  Халіпов
- Яків Трипольський —   Сталін
- Михайло Ульянов —   Жуков
- Микола Засухін —   Молотов
- Сергій Юрський —   Оппенгеймер
- Еріх Гербердінг —   Леслі Гровс
- Олег Басилашвілі —   Паш
- Алла Демидова —  Джейн
- Інокентій Смоктуновський —  Франклін Делано Рузвельт
- Хорст Шульце —   Гейзенберг
- Мілош Недбал —   Фон Лауе
- Фріц Діц —  Отто Ган / Адольф Гітлер
- Зігфрід Вайс —  Нільс Бор
- Марк Прудкін —  Альберт Ейнштейн
- Борис Іванов —  Лео Сілард
- Станіслав Бородокін —  Фелікс
- Олександра Денисова —  епізод
- Микола Лебедєв
- Володимир Новіков —  студент-дипломник   (немає в титрах)

## Знімальна група
- Автори сценарію:  Данило Гранін,  Ігор Таланкін
- Режисер-постановник:  Ігор Таланкін
- Оператори-постановники:  Наум Ардашніков,  Борис Травкін
- Композитор:  Альфред Шнітке
- Художники-постановники: Тетяна Лапшина,  Олександр Мягков
- Художник по костюмах: Ольга Кручиніна
- Режисер:  Л. М. Черток
- Звукооператори: Г. Коренблюм, С. Литвинов, В. Бобровський
- Диригент: Юрій Ніколаєвський